# Schlacht von Fontenoy (841)
Die Schlacht von Fontenoy fand am 25. Juni 841 statt und war der Höhepunkt einer ganzen Reihe von Streitigkeiten und Kämpfen, welche seit 830 zwischen den Erben Ludwigs des Frommen ausgetragen wurden. Fontenoy liegt in Burgund südwestlich von Auxerre im heutigen Département Yonne. 

## Verlauf der Schlacht
Die kämpfenden Parteien waren Kaiser Lothar, ältester Sohn Kaiser Ludwigs des Frommen (dessen Tod ein Jahr zuvor der Anlass erneuter Streitigkeiten war), und Pippin II. von Aquitanien, ein Enkel Ludwigs des Frommen, einerseits und andererseits die jüngeren Söhne Ludwigs des Frommen, Ludwig der Deutsche und Karl der Kahle, welche als Sieger aus dieser Schlacht hervorgingen.
Im Umfeld des Schlachtfeldes hatte sich Bernhard von Septimanien aufgehalten und das Ergebnis abgewartet. Danach schickte er seinen Sohn Wilhelm von Septimanien zu Karl dem Kahlen, um diesem die Ehrerbietung in beider Namen zu erweisen und Bernhards Versprechen zu übermitteln, er werde Pippin II. von Aquitanien zum Rücktritt drängen – ein Versprechen, welches er nie erfüllte.
An der Schlacht sollen auf beiden Seiten tausende Panzerreiter und je etwa 150.000 Kämpfer zu Fuß beteiligt gewesen sein, wovon insgesamt 40.000 ihr Leben gelassen hätten. Einer der Kämpfer auf der Seite Karls des Kahlen war Nithard (Chronist und Enkel Karls des Großen), der im zweiten Buch seiner „Vier Bücher Geschichte“ (Historiarum Libri IIII) über die Schlacht kurz berichtet.

## Bedeutung
Mit der Schlacht von Fontenoy und dem zwei Jahre später geschlossenen ersten Vertrag von Verdun zerfiel die Einheit des Fränkischen Reichs in mehrere Machtbereiche. Viele Historiker sehen in dieser Schlacht den Wendepunkt, der zur Entstehung der Deutschen Nation im Ostfrankenreich (dem späteren Heiligen Römischen Reich Deutscher Nation) einerseits und zur Entstehung der Französischen Nation im Westfrankenreich (dem späteren Königreich Frankreich) andererseits führte.

## Gedenkstätte

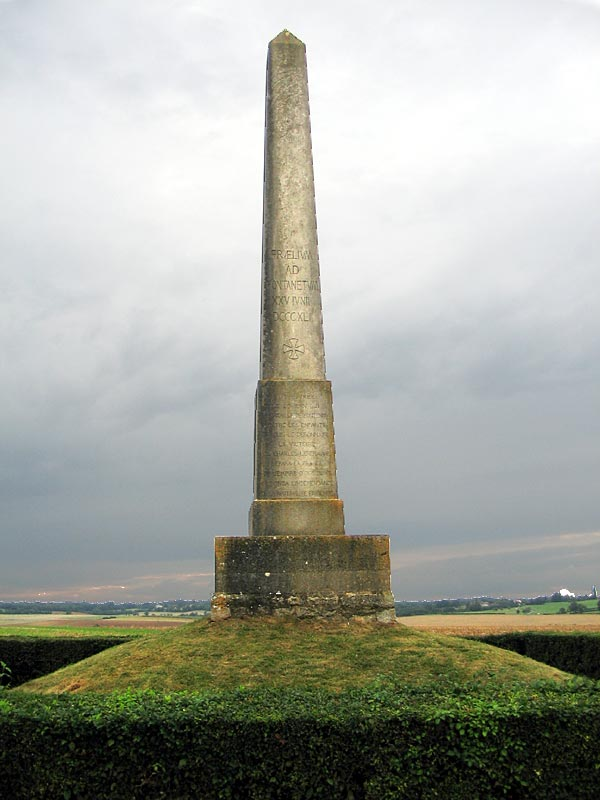
Fontenoy, Obelisk zum Gedenken an die Schlacht von Fontenoy (841)

Zum Gedenken wurde im Jahr 1860 auf dem Schlachtfeld ein 5,5 m hoher Obelisk errichtet.